# Ašókovy sloupy

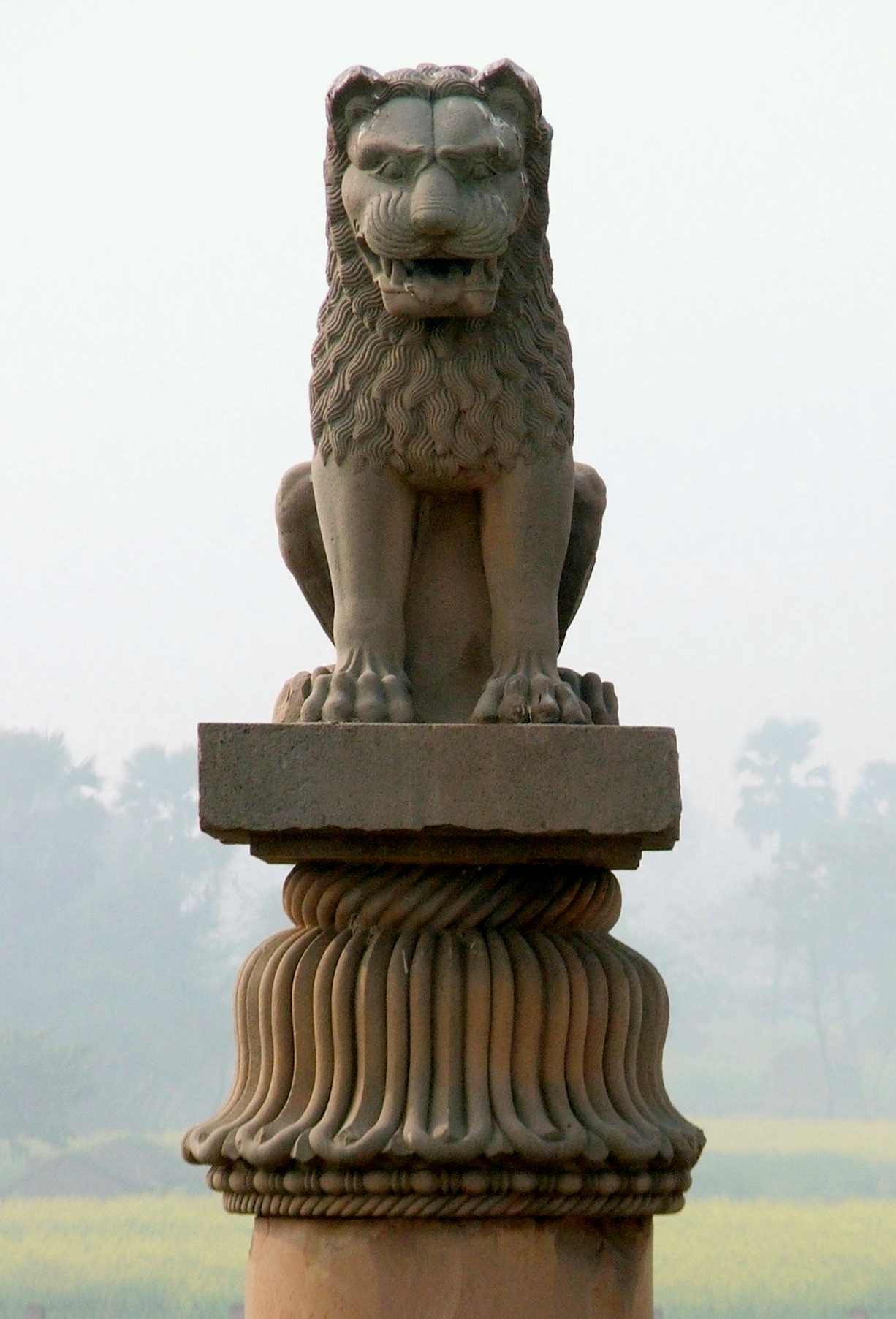
Socha lva, jímž je zakončen Vaišálský sloup

Jako Ašókovy sloupy se označují různé sloupy, které nechal v průběhu 3. století př. n. l. vztyčit maurjovský král Ašóka na severu Indického subkontinentu. Mnohé z nich se dochovaly dodnes.
Na velkém množství těchto sloupů jsou vyryty nápisy (známé jako Ašókovy edikty), které měly často sloužit k šíření buddhismu, jehož stoupencem se Ašóka stal. Asi nejznámější Ašókův sloup byl vztyčen v Sarnáthu. Byl zakončen hlavicí se čtyřmi lvy, která se dnes nachází v sarnáthském muzeu. Hlavice se lvy byla však nalezena rozbitá na mnoho malých kousků a až posléze se ji podařilo znovu sestavit. 

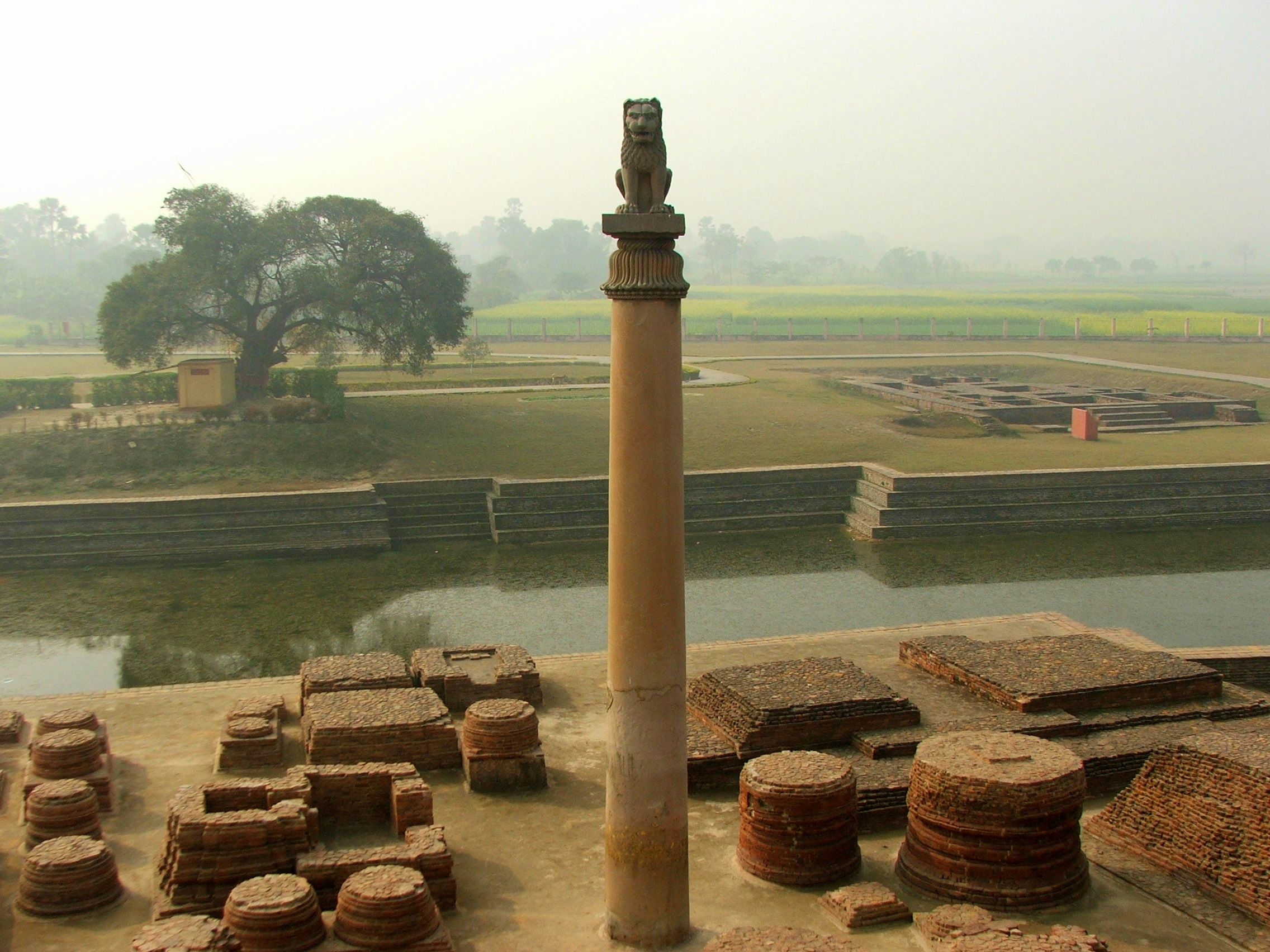
Jeden z Ašókových sloupů ve Vaišálí

Otázkou tedy zůstává, zda kamenné sochy lvů skutečně završovaly sloup. U sloupu se totiž nalezlo kamenné kolo symbolizující dharmu (dharmačakra; tento druh bývá označován jako Ašókova čakra) a je možné, že ještě nad lvy se nacházelo toto kamenné kolo. Např. dochovaný tchajwanský sloup je právě takto zakončen - hlavicí se lvy s Ašókovou čakrou nad jejich hlavami. Zobrazení čtyř lvů se stalo jedním ze symbolů Indie, mimo jiné se lvi objevili na indických bankovkách. Sarnáthský sloup byl vztyčen k uctění tohoto místa, jelikož to mělo být právě zde, kde Buddha Gautama poprvé vyložil dharmu.
Další dochovaný sloup i s hlavicí se nachází ve Vaišálí. Ten je taktéž zakončen hlavicí, avšak tentokrát jen s jedním lvem a je tak od většiny dalších Ašókových sloupů odlišný. Vaišálský lev hledí směrem k severu do míst, kde měl Gautama Buddha vykonat svou poslední cestu. Další Ašókovy sloupy se nachází na různých místech a v různě zachovalém stavu, avšak vaišálský a sarnáthský sloup jsou jediné dva z Ašókových sloupů, které jsou zakončeny hlavicí a dosud stojí. Ostatní hlavice jsou často značně poničeny, pokud sloupy vůbec nějaké mají. Další sloupy nechal Ašóka vztyčit např. v Lumbiní.